# Bierge
Bierge (aragonesisch Biarche) ist eine spanische Gemeinde in der Provinz Huesca der Autonomen Gemeinschaft Aragonien. Sie liegt in der Comarca Somontano de Barbastro, etwa 40 Kilometer östlich von Huesca. Bierge, in der Sierra de Guara gelegen, ist über die Straße A1229 zu erreichen. Teile des Gemeindegebietes gehören zum Naturpark Parque natural de la Sierra y los Cañones de Guara.

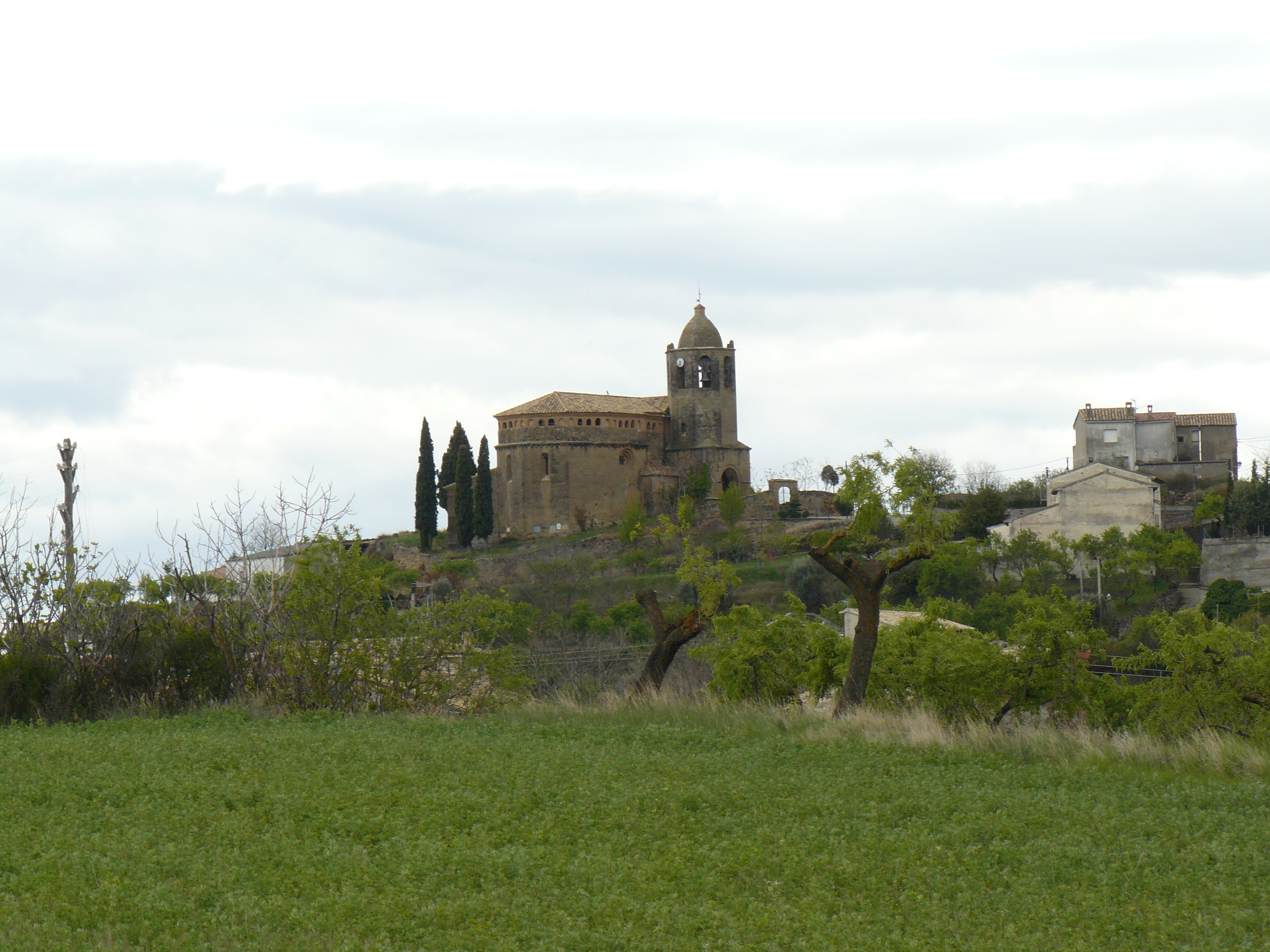
Der Ort mit Pfarrkirche

## Gemeindegliederung
- Bierge
- Morrano, ehemals selbständige Gemeinde
- Rodellar, ehemals selbständige Gemeinde

Weitere Weiler und Wohnplätze: Cheto, Las Almunias de Rodellar,  Letosa, Nasarre, Otín, Pedruel, San Hipólito, San Román, San Saturnino und Yaso.

## Bevölkerungsentwicklung
| 1900 | 1910 | 1930 | 1940 | 1950 | 1960 | 1970 | 1981 | 1992 | 1999 | 2004 |
| ---- | ---- | ---- | ---- | ---- | ---- | ---- | ---- | ---- | ---- | ---- |
| 652  | 634  | 607  | 543  | 409  | 351  | 330  | 251  | 195  | 225  | 246  |

## Sehenswürdigkeiten
- Dolmen de la Losa Mora
- Abri de Palomera
- Gotische Pfarrkirche Santiago apóstol
- Romanische Ermita de San Fructuoso, erbaut im 13. Jahrhundert (Bien de Interés Cultural), Teile der Wandmalereien befinden sich im Museu Nacional d’Art de Catalunya in Barcelona
- Ermita de San Pedro de Verona, erbaut Ende des 17. Jahrhunderts